# Рыночный анархизм
Ры́ночный анархи́зм (также называемый анархи́змом свобо́дного ры́нка, а иногда частносо́бственническим анархи́змом) относится к системе философских взглядов индивидуалистического анархизма, в которой государственная монополия на применение силы заменяется рыночной конкуренцией частных организаций, предлагающих услуги безопасности, правосудия и прочие услуги по обеспечению защиты — «частное применение силы, без централизованного контроля». В этой системе существует рынок, где поставщики охранных и юридических услуг борются за добровольно платящих клиентов, которые желают получить эти услуги, вместо налогообложения людей без их согласия и назначения монопольного исполнителя насилия. Рыночные анархисты считают, что подобная конкуренция даст развитие производству более дешевых и более качественных правовых и охранных услуг, включающих «высококачественный ресурс беспристрастного и эффективного арбитражного разрешения взаимных правовых претензий».
Термин описывает тип анархии, предлагаемой в основном течениями индивидуалистического анархизма и сформировавшими их философиями. Известными сторонниками рыночного анархизма в этом смысле являются Бенджамин Такер, Лисандр Спунер, Мюррей Ротбард и Дэвид Директор Фридман. Наброски теории рыночного анархизма появились ещё в 1840-е годы, в разработках таких личностей, как Юлиус Фаухер и Густав де Молинари.

## Происхождение
Одним из первых, кто предложил концепцию приватизации услуг защиты личной свободы и собственности, то есть рыночный анархизм, был француз Жакоб Мовильон, живший в XVIII веке. Позднее, в 40-х годах девятнадцатого столетия, Юлиус Фаухер и Густав де Молинари выступили с такими же взглядами. Молинари, в своем эссе «Создание безопасности», утверждал: «Никакое правительство не может обладать правом препятствовать другому правительству вступать с ним в конкуренцию, или требовать от потребителей услуг безопасности обращаться за этим товаром исключительно к нему самому». Молинари утверждает, что монополия на безопасность является причиной высоких цен и низкого качества. В «Вечерах улицы Сен-Лазар» он пишет: «Монополия правительства нисколько не лучше любой другой монополии. Хорошо, а тем более дёшево, не будет управлять никто, у кого нет страха конкуренции, и чьи подданные лишены права свободно выбирать своих правителей… Обеспечение безопасности, если оно организовано как монополия, неизбежно становится дорогостоящим и плохим». Суть аргументов Молинари в пользу рыночного анархизма больше основана на экономике, чем на моральной оппозиции государству.
В XIX веке Бенджамин Такер развивал теорию рыночного анархизма в США: «Защита — это обслуживание, как и любое другое обслуживание; это труд полезный и необходимый, поэтому экономически, как товар, он является субъектом закона спроса и предложения; на свободном рынке этот товар предоставлялся бы по себестоимости продукции; преобладание в конкуренции, клиентура оказались бы у того, кто предложил бы лучший товар по самой низкой цене; производство и продажа этого товара теперь монополизированы государством; и государство, как почти все монополисты, требует непомерную цену». Он отмечал, что анархизм, который он предлагает, будет включать тюрьмы и армии. Позднее, в середине 20 века, рыночный анархизм был возрождён Мюрреем Ротбардом. Дэвид Д. Фридман предлагает форму рыночного анархизма, где, кроме предоставляемой рынком безопасности, само право создается на рынке.

## Идеологические различия
Соглашаясь в том, что безопасность должна обеспечиваться в частном порядке организациями, основанными на рыночных отношениях, сторонники рыночного анархизма расходятся в прочих деталях и аспектах своих учений, особенно в обоснованиях, тактике и праве собственности.
Мюррей Ротбард и другие теоретики естественных прав строго придерживаются основной либертарной аксиомы неагрессии, тогда как другие анархисты, выступающие за свободный рынок, такие как Дэвид Д. Фридман, используют консеквенциалистские теории, такие как утилитаризм. Агористы, анархисты ротбардианской традиции и волюнтаристы являются частнособственническими анархистами свободного рынка, которые рассматривают право собственности как естественное право, вытекающее из первичного права собственности на самого себя (self-ownership).
Рыночные анархисты имеют различные мнения о том, как прийти к ликвидации государства. Ротбард выступает за использование любой не аморальной тактики, способной принести свободу. Агористы — последователи философии Сэмюэля Эдварда Конкина III — предлагают для ликвидации государства практику налогового сопротивления и использования нелегальных стратегий чёрного рынка, называемых контрэкономикой, до тех пор, пока государственная функция обеспечения безопасности не сможет быть заменена свободной рыночной конкуренцией.

## Взгляды на собственность

### Такериты

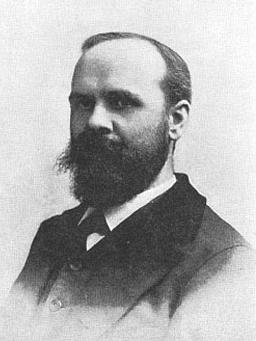
Бенджамин Такер отказался от концепции естественного права на собственность в рыночном анархизме в пользу эгоистической концепции Макса Штирнера

Бенджамин Такер первоначально придерживался идеи землевладения, связанной с мютюэлизмом, которая не допускает создания земельной собственности, а придерживается точки зрения, что когда люди в обычном порядке используют данную им землю (а в некоторых версиях имущество), другие должны уважать это использование или владение. Но когда это использование прекращается, право на владение, в отличие от права на собственность, более не признаётся. Теория мютюэлизма придерживается тезиса, что прекращение использования земли или проживания на ней переводит её в статус общего достояния или в положение ничьей собственности и делает её доступной любому, кто пожелает её использовать. Поэтому торговля неиспользуемой землёй будет отсутствовать. Тем не менее, позднее Такер отказался от теории естественного права и утверждал, что владение землёй законно передаётся через силу, если другое не указано в договоре: «Единственное право человека на землю — это его сила над ней. Если его сосед сильнее него и забирает у него землю, то земля принадлежит соседу до тех пор, пока последнего не лишил собственности некто ещё более сильный». Он ожидал, тем не менее, что люди придут к пониманию того, что «занятие и использование» есть «в общем заслуживающий доверия ведущий принцип действия», и что люди вероятней всего заключат договор о правилах занятия и использования.

### Ротбардианцы

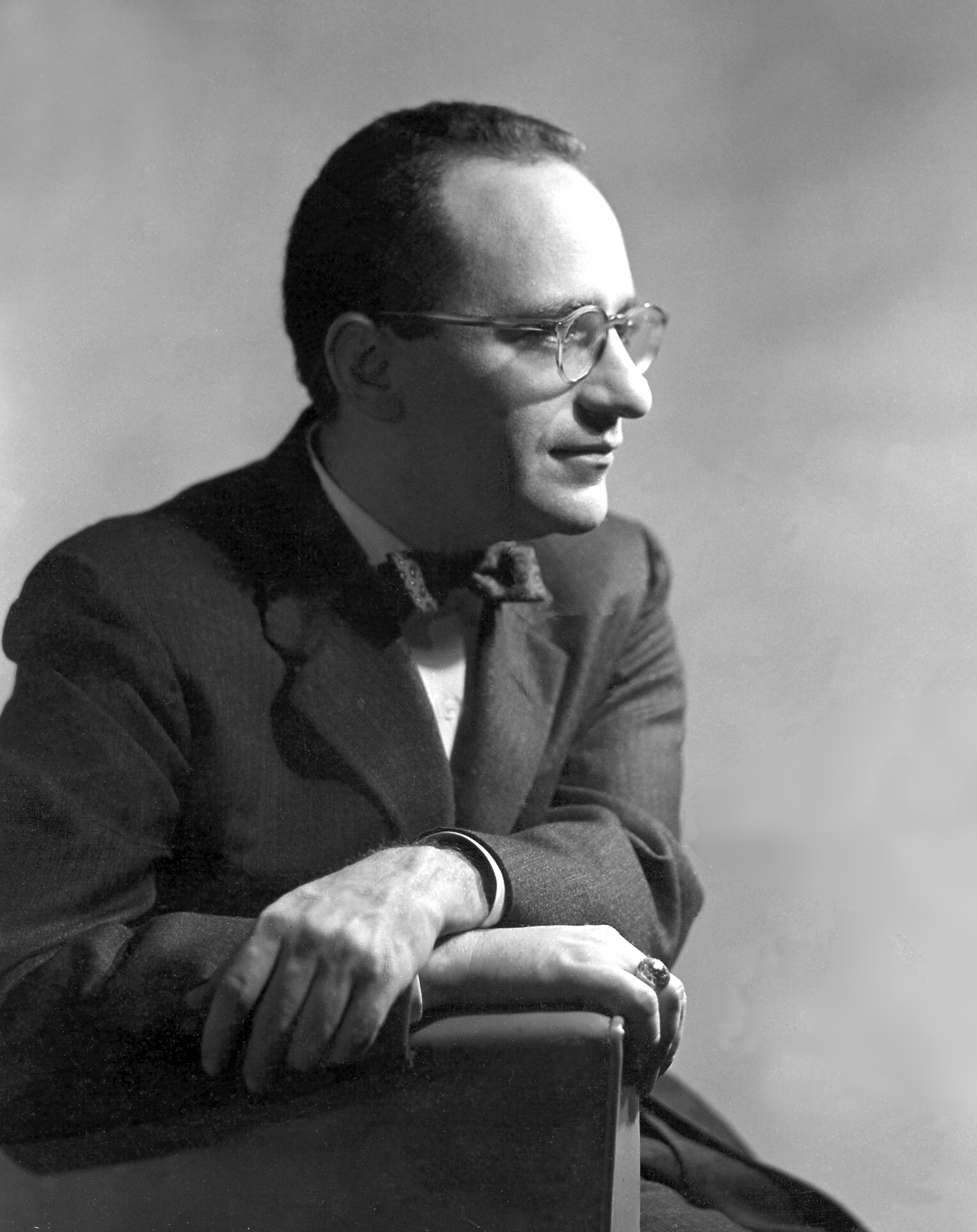
Мюррей Ротбард (1926—95) утверждал, что «капитализм — это наиболее полно выраженный анархизм, а анархизм — это наиболее полно выраженный капитализм»

Классический либерал Джон Локк приводит доводы в пользу того, что по мере того, как люди смешивают свой собственный труд с ресурсами, не имеющими владельца, они превращают эти ресурсы в свою собственность. Люди могут приобрести новую собственность путём работы над ресурсом, не имеющим владельца, или путём обмена на созданный товар. В соответствии с философией Локка, ротбардианские анархисты свободного рынка убеждены, что собственность может иметь начало только как продукт труда, а затем может только законно переходить из рук в руки путём товарообмена или в качестве дара. Они выводят этот принцип первоначального обращения в собственность (аппроприации) из принципа суверенитета индивидуума. Тем не менее, у Локка была «оговорка», которая утверждала, что тот, кто присваивает себе ресурсы, должен оставить «достаточно и такого же качества… для других». Ротбардианские рыночные анархисты не соглашаются с этой оговоркой, придерживаясь того, что индивид может изначально присваивать, вкладывая свой труд, столько, сколько пожелает, и это останется его собственностью, пока он не решит иначе. Они обозначают это термином «нео-локкианство». Либертарианцы считают, что это согласуется с их изначальным неприятием принуждения, поскольку как только земля оказывается без хозяина, она может быть присвоена. Если что-то является бесхозным, нет никого, к кому первый владелец мог бы применить принуждение. Также они не считают, что простые притязания дают право на собственность. Анархо-капиталисты признают добровольные формы совместного владения, что означает, что имущество доступно для всех индивидов. Сэмюэль Эдвард Конкин III, основатель агоризма, — тоже ротбардианец.

## Критика
Широко известна критика анархизма свободного рынка Робертом Нозиком, который утверждал, что соревновательная система законов привела бы к монополистическому правительству — даже без нарушения прав индивида в этом процессе. Многие анархисты-рыночники, включая Роя Чайлдза и Мюррея Ротбарда, отвергали выводы Нозика (хотя сам Чайлдз впоследствии отверг анархизм).